# Кюблер-Росс, Элизабет
Элизабет Кюблер-Росс (нем. Elisabeth Kübler-Ross; 8 июля 1926, Цюрих — 24 августа 2004, Скотсдейл, Аризона, США) — американский психолог швейцарского происхождения, создательница концепции психологической помощи умирающим больным и исследовательница околосмертных переживаний. Её книга «О смерти и умирании» 1969 года стала бестселлером в США.
Первая подняла вопрос об ответственности врача не только за здоровье умирающего, но и за то, чтоб последние дни жизни больного были прожиты с достоинством, без страха и мучений. Тема смерти её стала интересовать ещё в детстве, когда она впервые увидела умирающего. Это был её сосед, который упал с дерева и умер в своей постели среди родных и близких. По другой версии, когда умерла её соседка по больничной палате, одна в холодной медицинской атмосфере, вдали от родных. Тогда Элизабет подумала, что существует правильный способ умереть.
Кюблер-Росс окончила медицинский факультет Цюрихского университета, после чего в 1958 году уехала в США. Она много работала в больницах Нью-Йорка, Чикаго и Колорадо. Её глубоко возмущало обращение врачей с умирающими больными. В отличие от коллег, она с умирающими общалась, слушала их исповеди. Так появился курс лекций о предсмертном опыте.
Позднее в своих книгах, лекциях и семинарах она все больше уделяла внимания собственным путешествиям вне тела и загробной жизни. Кюблер-Росс не верила в существование смерти и считала смерть переходом в другое состояние. Она верила в загробную жизнь и считала, что после смерти люди становятся полноценными:

После смерти люди снова становятся полноценными. Слепые могут видеть, глухие — слышать, калеки перестают быть калеками, поскольку все их увечья перестают существовать.
Оригинальный текст (англ.)People after death become complete again. The blind can see, the deaf can hear, cripples are no longer crippled after all their vital signs have ceased to exist

Она также практиковала посещение медиумов и водила к ним пациентов. Известен случай, когда один из медиумов предлагал вдовам, с которыми работала Кюблер-Росс, соитие с их умершими мужьями. После чего некоторые вдовы сообщали о полученных венерических инфекциях.
Она также познакомилась с одним шарлатаном из Арканзаса, который преподавал различные эзотерические практики и нестандартные виды религиозно-сексуальной терапии. Устав от подобного поведения, её муж развелся с ней в 1979 году. Хотя в США было открыто около 2500 хосписов благодаря ей, её репутация была разрушена, а коллеги дистанцировались от неё.
В 1994 году после инсульта, которые вызвал частичный паралич левой части тела, она переехала жить в Скотсдейл, Аризона. Остаток дней она провела, сидя по 18 часов перед телевизором в инвалидной коляске, а 24 августа 2004 года в возрасте 78 лет Кюблер-Росс скончалась.

## Пять стадий принятия смерти
Из наблюдений за реакцией больных после оглашения им смертельного диагноза Кюблер-Росс выделяла пять стадий:
1. Отрицание. Больной не может поверить, что это действительно с ним случилось.
2. Гнев. Возмущение работой врачей, ненависть к здоровым людям.
3. Торг. Попытка заключить сделку с судьбой. Больные загадывают, допустим, что они поправятся, если монетка упадет орлом.
4. Депрессия. Отчаяние и ужас, потеря интереса к жизни.
5. Принятие. «Я прожил интересную и насыщенную жизнь. Теперь я могу умереть».

Однако многие исследователи указывают на проблемы этой модели:
1. Согласно наблюдениям, пациенты не проходят через все стадии, а порядок их следования не соблюдается.
2. Кюблер-Росс не использовала методологий сбора и анализа данных, стадии были выделены ею после проведения интервью с больными, которое носило субъективный характер.
3. Стадии скорее предписывают больным, как себя чувствовать, чем описывают, как они себя чувствуют на самом деле. Больные и их родственники подстраиваются под известную программу стадий.
4. Сильная зависимость состояния пациентов от окружения не дает оснований полагать, что они пройдут через одни и те же стадии.